# باشگاه فوتبال مارسکه یونایتد
باشگاه فوتبال مارسکه یونایتد (به انگلیسی: Marske United Football Club) یک باشگاه فوتبال در شهر مارسکه بای ده سی، کشور انگلستان است که در سال ۱۹۵۶ میلادی تأسیس شده‌است.